# ۵۳۷ (خورشیدی)
۵۳۷ پانصد و سی و هفتمین سال هجری خورشیدی است.